# Abadia de Netley
A Abadia de Netley é um mosteiro medieval em ruínas situado na vila de Netley perto de Southampton em Hampshire, Inglaterra. A abadia foi fundada em 1239 com o fim de albergar monges católicos da austera Ordem de Cister. Apesar de ser uma abadia real, Netley nunca foi rica, não produziu estudiosos importantes, nem párocos, e seus quase 300 anos de história foram discretos. Os monges eram conhecidos dos seus vizinhos pela hospitalidade que ofereciam aos viajantes em terra e no mar.
Em 1536, a abadia de Netley foi fechada por Henrique VIII de Inglaterra durante a dissolução dos mosteiros, e o edifício foi convertido numa mansão por William Paulet, um abastado político Tudor. A abadia foi usada como casa de campo até ao início do século XVIII, sendo abandonada posteriormente, e parcialmente demolida para materiais de construção. Posteriormente, as ruínas tornaram-se uma atracção turística e forneceram inspiração a poetas e artistas do movimento romântico. No início do século XX, o local foi entregue à nação, e agora é um Monumento Antigo Protegido, mantido pelo  pelo English Heritage. Os extensos restos consistem na igreja, claustro, casa do abade e fragmentos da mansão pós-dissolução. A abadia de Netley é um dos mosteiros cistercienses medievais melhor preservados no sul da Inglaterra.